# Psiloderces dicellocerus
Espèce
Psiloderces dicellocerus est une espèce d'araignées aranéomorphes de la famille des Psilodercidae.

## Distribution
Cette espèce est endémique de Florès en Indonésie. Elle se rencontre à Pulau Babi.

## Description
Le mâle holotype mesure 2,05 mm.

## Publication originale
- Li, Li & Jäger, 2014 : Six new species of the spider family Ochyroceratidae Fage 1912 (Arachnida: Araneae) from southeast Asia. Zootaxa, no 3768, p. 119-138 (texte intégral).